# Château de Svartsjö
Le château de Svartsjö (en suédois : Svartsjö slott, ce qui signifie le château du Lac Noir) est un château suédois situé à Svartsjö, dans l'île de Färingsö du lac Mälar. Il est à trente minutes d'automobile de Stockholm.

## Historique

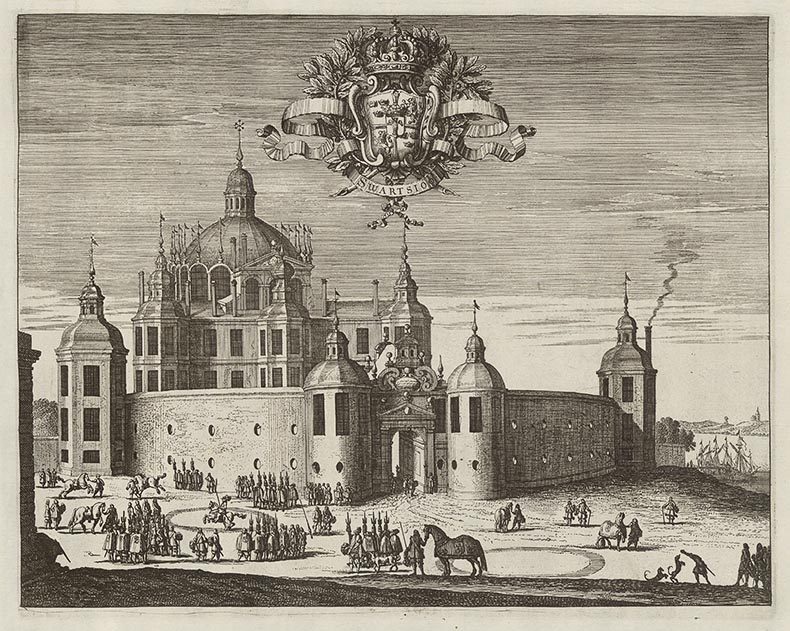
Gravure de l'ancien château Renaissance, détruit en 1687.

Il y avait d'abord à cet emplacement un château fortifié au Moyen Âge appartenant à la couronne suédoise. Gustave Vasa et ses fils Éric et Jean le remplacèrent par un château Renaissance avec une cour intérieure ronde, construit en partie par Willem Boy (en). Le château fut détruit par un incendie en 1687. Les pierres restantes servirent à construire le château des Trois Couronnes à Stockholm, mais les fondations sont encore visibles aujourd'hui.
Le château actuel date de 1734-1739 et fut construit pour Frédéric Ier de Suède comme pavillon de chasse, selon les plans du baron Carl Hårleman. La reine Ulrique aimait à y séjourner et à y chasser. Ce château d'inspiration classique à la française servit de modèle à nombre de châteaux campagnards suédois. Carl Fredrik Adelcrantz allongea la façade et la fit surmonter d'un clocheton. La reine douairière Louise-Ulrique y vécut à partir de 1777 avec sa cour, dans un semi-exil, après sa dispute avec son fils Gustave III, concernant le scandale des circonstances de la naissance du prince héritier.
Lorsqu'elle mourut en 1782, le château fut délaissé et transformé en 1891 en prison. Les prisonniers étaient employés aux mines de granite à proximité, jusqu'en 1910, ainsi qu'à divers travaux agricoles, ce qui faisait de leurs conditions un environnement plus favorable que dans d'autres lieux de détention. Mais ensuite une section spéciale fut créée pour des criminels plus violents et l'on fit bâtir de nouvelles cellules sécurisées avec des murs d'acier. La prison a cessé d'exister en 1966, mais certains de ses bâtiments, comme celui du gardien principal, existent toujours dans le parc.
Le château a été restauré par l'État après des années d'abandon entre 1994 et 2003, pour un coût de 36 millions de couronnes. La décoration intérieure s'est basée sur les tableaux et gravures des collections des musées suédois et les papiers peints s'inspirent de ceux de Drottningholm à proximité.
Le château se visite et on y trouve un café. Un festival de musique baroque s'y tient l'été.

## Source
- (de) Cet article est partiellement ou en totalité issu de l’article de Wikipédia en allemand intitulé « Schloss Svartsjö » (voir la liste des auteurs).